# 南莎草
南莎草（学名：Cyperus niveus）为莎草科莎草属的植物。分布于尼泊尔、印度、喜马拉雅山区以及中国大陆的四川、云南等地，生长于海拔220米至2,250米的地区，多生于河岸沙地上，目前尚未由人工引种栽培。